# Leichtathletik-Weltmeisterschaften 2019/Teilnehmer (Ruanda)
| Gelbes Symbol für Goldmedaillen mit stilisierten Olympischen Ringen | Graues Symbol für Silbermedaillen mit stilisierten Olympischen Ringen | Braundes Symbol für Bronzemedaillen mit stilisierten Olympischen Ringen |
| ------------------------------------------------------------------- | --------------------------------------------------------------------- | ----------------------------------------------------------------------- |
| —                                                                   | —                                                                     | —                                                                       |

Der Leichtathletikverband von Ruanda nahm an den Leichtathletik-Weltmeisterschaften 2019 in Doha teil. Je eine Athletin und ein Athlet wurden vom ruandischen Verband nominiert.

## Frauen

### Laufdisziplinen
| Athlet                | Disziplin | Vorlauf | Vorlauf | Halbfinale | Halbfinale | Finale | Finale |
| Athlet                | Disziplin | Zeit    | Platz   | Zeit       | Platz      | Zeit   | Platz  |
| --------------------- | --------- | ------- | ------- | ---------- | ---------- | ------ | ------ |
| Clémentine Mukandanga | Marathon  |         |         |            |            | DNF    | DNF    |

## Männer

### Laufdisziplinen
| Athlet            | Disziplin | Vorlauf | Vorlauf | Halbfinale | Halbfinale | Finale    | Finale |
| Athlet            | Disziplin | Zeit    | Platz   | Zeit       | Platz      | Zeit      | Platz  |
| ----------------- | --------- | ------- | ------- | ---------- | ---------- | --------- | ------ |
| Félicien Muhitira | Marathon  |         |         |            |            | 2:16:21 h | 22     |